# Font i abeurador dels Arbres
La Font i abeurador dels Arbres és una obra del Port de la Selva (Alt Empordà) inclosa a l'Inventari del Patrimoni Arquitectònic de Catalunya.

## Descripció
Situat a ponent del nucli urbà de la població del Port de la Selva, dins el quilòmetre 7 de la carretera GIP-6041, al costat de la via i del forn dels Arbres, i a escassa distància del mas de la Pallera.
Font rehabilitada que brolla d'un mur bastit en pedra lligat amb morter, el qual serveix de contenció d'una feixa més alta. L'aigua s'escola per una canalització que desemboca en una bassa rectangular. Tant el rec com la bassa han estat arranjats modernament amb maons i ciment. Al costat mateix de la font hi ha les restes d'un antic forn de terrissa.

## Història
Al costat mateix de la font hi ha les restes d'un antic forn de terrissa que es descriu en fitxa pròpia.